# Демон Когурэ
Его Превосходительство демон Когурэ (яп. デーモン小暮閣下 дэ:мон когурэ какка, р. 10 ноября 1962 г.) — популярный японский хеви-метал вокалист и телеведущий. Бывший вокалист метал-группы Seikima II.

## Биография
Когурэ окончил Университет Васэда. Работал на Tokyo Broadcasting System вместе со своей сестрой, Юмико Когурэ (小暮裕美子)

## Сценический образ
Демон Когурэ работал музыкантом, аниматором, журналистом, и комментатором сумо. Последнее его выступление в качестве комментатора сумо было 24 мая 2008 года с одновременной трансляцией на английском. По собственным словам, является бывшим вице-королём ада и основателем демонической религии Акумакё. Его настоящее имя якобы неизвестно, поскольку оно непроизносимо на Земле. Когурэ утверждает, что завершил завоевание Земли 31 декабря 1999 года, но большинство землян ошибочно полагает, что он — всего лишь музыкант в сценическом образе демона.
Когурэ также был лидером и вокалистом популярной хэви-метал групп Seikima II (яп. 聖飢魔II seikimatsu). После распада группы продолжил свою сольную карьеру, начатую ещё в 1990 году. Его творчество несколько отличается от музыки группы, но он продолжает использовать грим и в основном пишет музыку в жанре хэви и спид-метала, изредка делая «метал»-каверы на японскую поп-музыку и популярные песни 1960—1970-х. Также является ведущим нескольких программ на японском телевидении.